# Biombo
Biombo je region na západě Guineje-Bissau. Rozkládá se na území o rozloze 840 km², žije v něm 97 120 obyvatel a jeho hlavní město je Quinhámel.

## Sektory

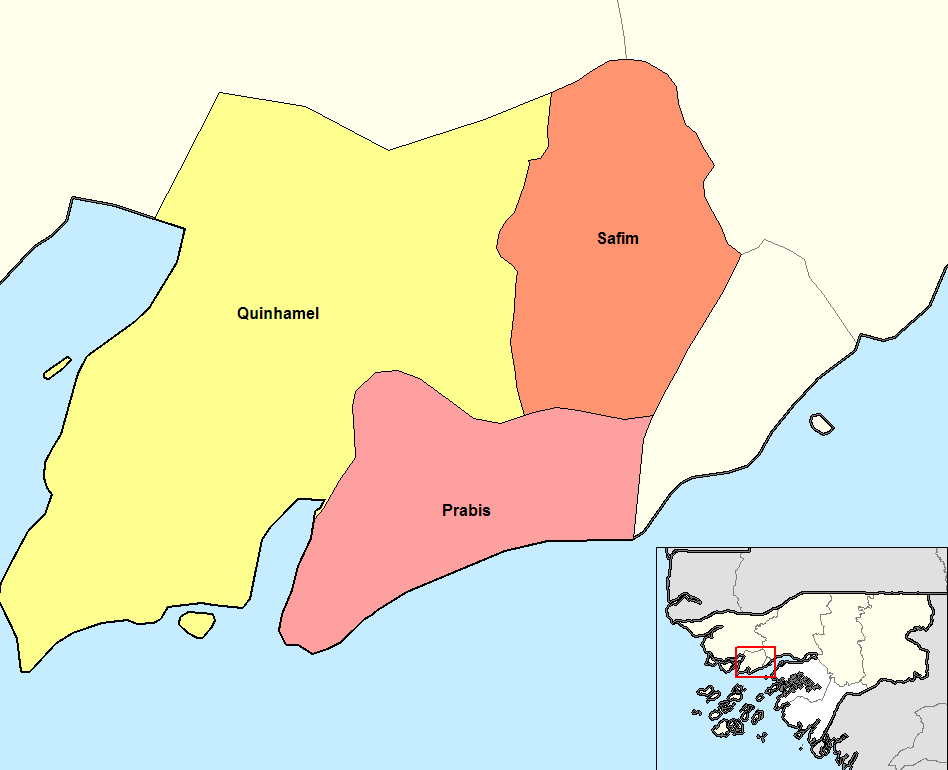
Sektory regionu Biombo

Biombo se dělí do 3 sektorů:
- Prabis
- Quinhamel
- Safim